# Esplanadi

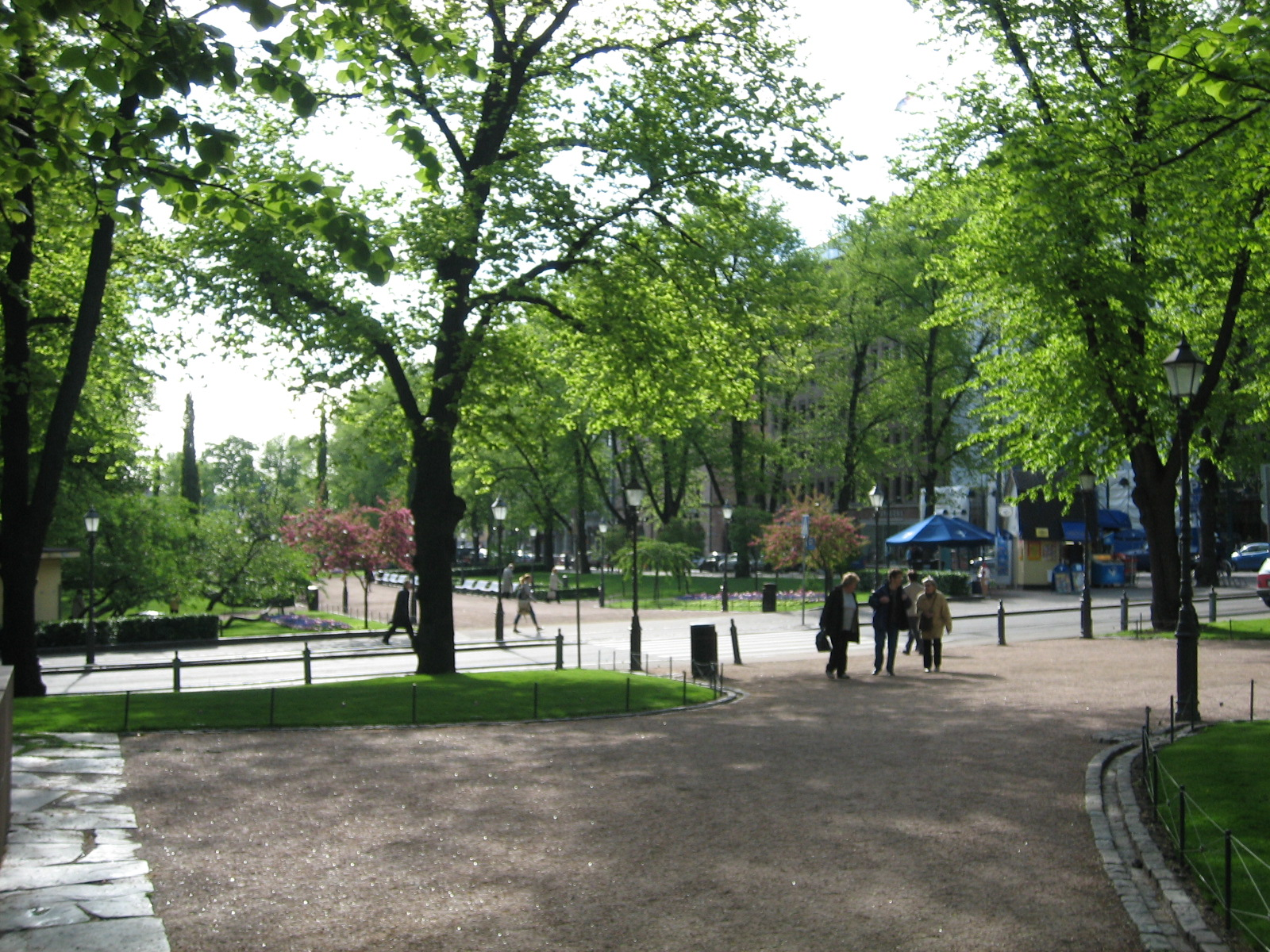
Il parco Esplanadi

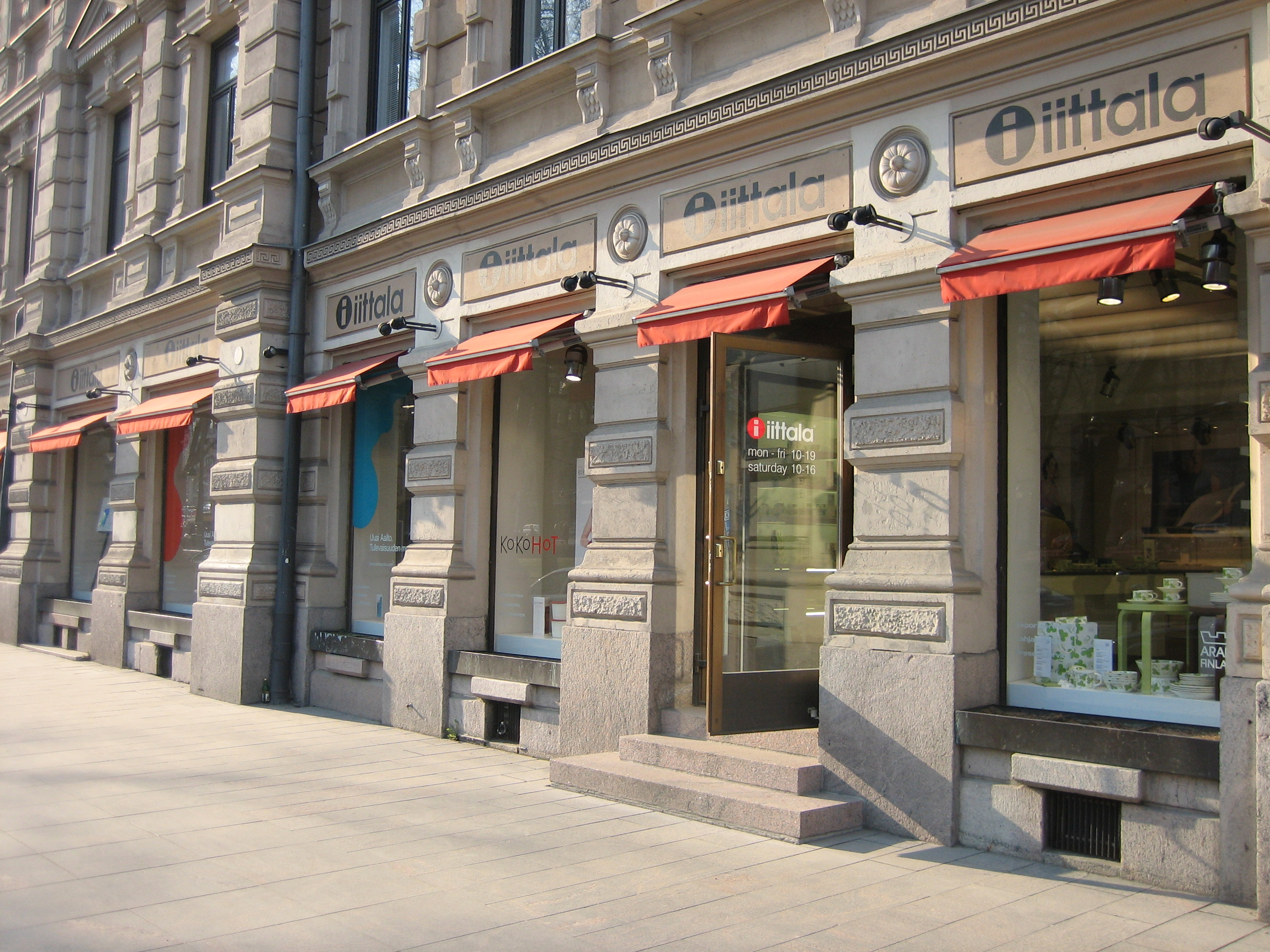
Il negozio del famoso marchio di design finlandese Iittala nella Esplanadi

Le Esplanadi (in svedese Esplanaden, in maniera colloquiale Espa) sono due vie situate nel centro di Helsinki, capitale della Finlandia.
In particolare, le Esplanadi sono formate dalla Pohjoisesplanadi (in svedese Norra Esplanaden, "Esplanadi del nord") e dalla Eteläesplanadi (in svedese Södra Esplanaden, "Esplanadi del sud"). Entrambe portano dalla piazza Erottaja alla Kauppatori, la piazza del mercato di Helsinki, mentre l'Esplanadi del Nord continua oltre la Kauppatori fino al canale Katajanokka. Parallelamente alla Esplanadi del Nord, verso nord, c'è la Aleksanterinkatu.
La grande area verde tra le due strade, aperta inizialmente nel 1812, è molto attiva d'estate, dove molti finlandesi vengono a fare picnic. Ci sono molti spettacoli musicali in uno speciale palco di fronte al Cafe Kappeli. C'è una statua di Johan Ludwig Runeberg fatta da suo figlio Walter Runeberg nel parco.